# Mihail Lewicki

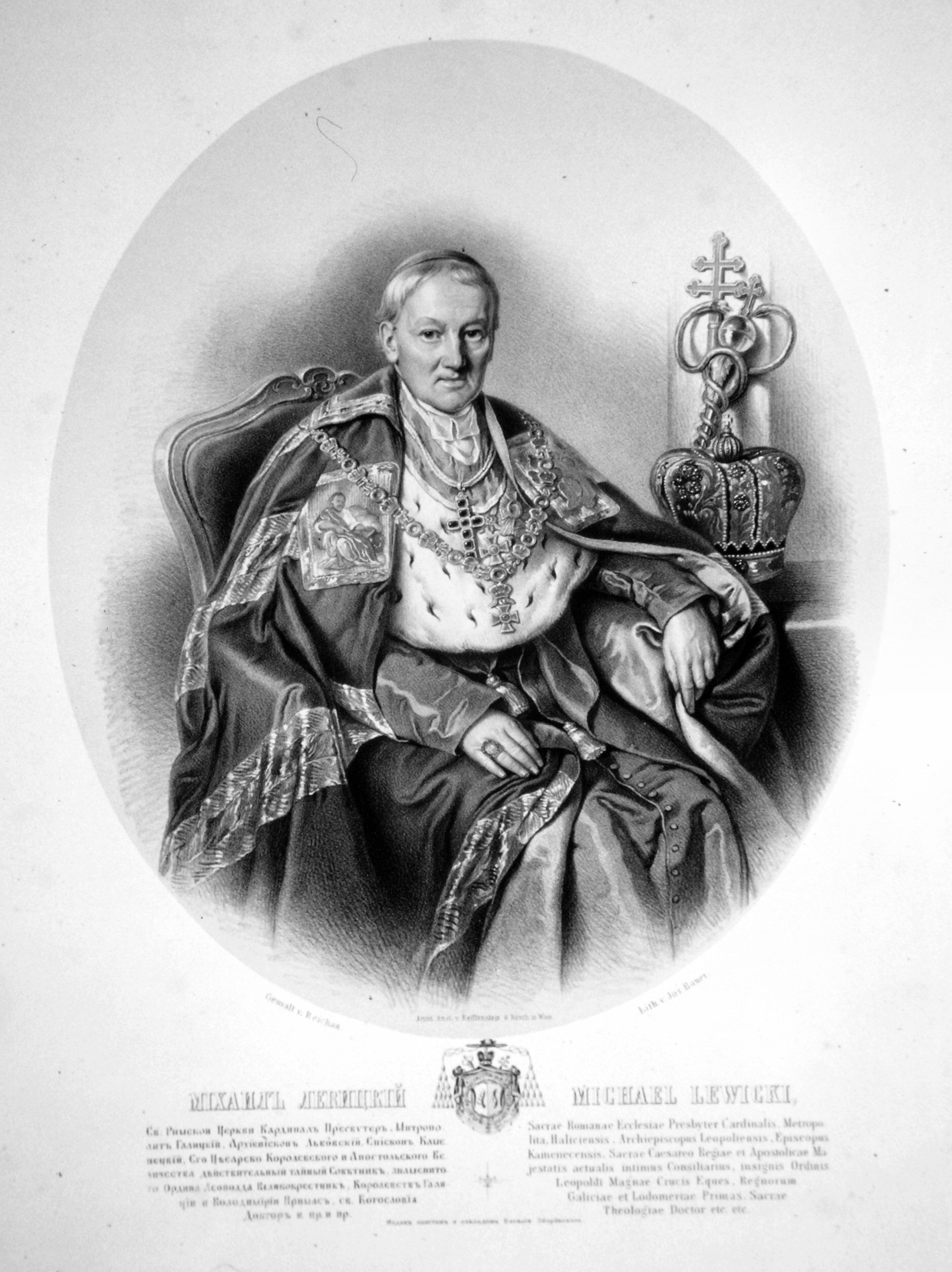
Mihail Lewicki (1858) Lithographie von Josef Anton Bauer, 1883

Mihail Lewicki (polnisch: Michał Lewicki, ukrainisch: Миха́йло Леви́цький, engl. Mychajlo Levyckyj) (* 16. August 1774 in Lanczyn; † 14. Januar 1858 in Univ Lavra) war Kardinal und Metropolit der Ukrainischen Griechisch-Katholischen Kirche in der Erzeparchie Lemberg im Königreich Galizien und Lodomerien.

## Biografie
Der Sohn des ukrainischen Pfarrers Stefan Lewicki wurde nach dem Studium der Theologie und Philosophie in Lemberg und Wien 1798 zum Priester geweiht. Er war 1808 Professor für Pastoraltheologie an der Universität Lemberg und wurde 1808 in das Domkapitel der Erzeparchie Lemberg gewählt. Im Alter von 39 Jahren, am 20. September 1813 wurde er zum Bischof der Eparchie Przemyśl bestellt und am selben Tag in Wien von Antoni Angelowicz, dem Erzbischof und Metropoliten von Lemberg, konsekriert.
Am 8. März 1816 wurde er Nachfolger von Antoni Angelowicz als Erzbischof und Metropolit von Lemberg.
Im Konsistorium vom 16. Juni 1856 wurde er von Papst Pius IX. zum Kardinal kreiert. Aus gesundheitlichen Gründen konnte er nicht nach Rom reisen, um das Kardinalsbirett aus der Hand des Papstes entgegennehmen; er zog sich in das Kloster von Univ zurück. Der Papst beauftragte einen apostolischen Delegaten, der ihn im Kloster aufsuchte und ihm die Insigne überbrachte. 
Er starb im Kloster Univ und wurde nach seinem Willen auch dort begraben.
Im Königreich Galizien und Lodomerien verfügte er als Lemberger Metropolit über eine Virilstimme im Galizischen Landtag.